# Teatr działań wojennych
Teatr działań wojennych – obszar (lądowy, morski, powietrzny lub mieszany) stanowiący część teatru wojny. Podczas wojny każdy teatr działań może odgrywać główną lub pomocniczą (drugorzędną) rolę. TDW obejmuje część terytorium kontynentu (z przybrzeżnymi wodami oceanów) z morzami wewnętrznymi i przestrzenią powietrzną nad nimi albo akwenem jednego oceanu (ze znajdującymi się na nich wyspami, morzami do niego przyległymi, przybrzeżnymi połaciami lądów i przestrzenią powietrzną nad nimi) w granicach których mogą być rozwinięte lub są prowadzone działania wojenne zmierzające do zrealizowania zadań strategicznych wojny lub jednego z jej etapów.

## Charakterystyka
Teatr działań wojennych obejmuje część teatru wojny niezbędną do prowadzenia operacji kilku grup armii lub grup frontów, zgodnie z postawionymi zadaniami strategicznymi oraz rozmieszczenia urządzeń tyłowych dla zabezpieczenia tych działań. TDW włącza kilka kierunków strategicznych i rejonów (stref oceanów lub rejonów morskich). Rejony i granice TDW są określane przez organy wojskowo-polityczne i kierownictwo każdego państwa wychodząc z zadań strategicznych wynikających z ogólnego planu wojny, z wyliczenia dążeń politycznych, potrzeb ekonomicznych, geograficznych i własnych czynników wojskowych.
W granice TDW wchodzi terytorium własnego państwa i przeciwnika (potencjalnego przeciwnika). W czasie wojen lokalnych istnieje z reguły jeden TDW pokrywający się z teatrem wojny (Bliski Wschód, Wietnam, Korea). TDW powinien mieć dostateczną szerokość i głębokość w celu stworzenia warunków dla manewru wojsk i zapewnienia ciągłej pracy linii komunikacyjnych. Rozmiary TDW w II wojnie światowej osiągały wzdłuż frontu 300-600 km i miały głębokość 800-1000 km i więcej. Współcześnie TDW mogą mieć większe rozmiary.
W zależności od konkretnych warunków wojskowo-politycznych i sytuacji granice, rola i znaczenie TDW mogą się zmieniać wraz ze zmianą położenia strategicznego. Ważne znaczenie dla działania wojsk (sił flot) ma przygotowanie TDW, które jest prowadzone według wcześniej opracowywanych planów, jeszcze w czasie pokoju, i weryfikuje się je w czasie działań wojennych. Przygotowanie TDW nazywa się operacyjnym przygotowaniem TDW. Do zasadniczych elementów przygotowania TDW należą: rozwój sieci drogowej i kolejowej i wodnej, budowa lotnisk, baz lotniczych i baz morskich, inżynieryjne przygotowanie rejonów rozmieszczenia środków napadu rakietowo-jądrowego i środków obrony przeciwlotniczej, rejonów koncentracji i rozśrodkowania wojsk, tyłów, baz i stacji zaopatrzenia, budowa stanowisk kierowania i dowodzenia oraz węzłów łączności, odpowiednia dyslokacja wojsk.

Częścią TDW była strefa działań bojowych. Głębokość strefy zależna była od ilości wojsk przeznaczonych do działań, charakteru operacji, właściwości terenowych, możliwości zaopatrzenia własnych wojsk, a także możliwości bojowych nieprzyjaciela. Każdy rejon kontrolowany był przez dowódcę odpowiedniego szczebla.

W sytuacji, kiedy zasięg środków walki zbrojnej staje się nieograniczony, teatr działań wojennych może być tożsamy z teatrem wojny. Teatr działań wojennych może zawierać w sobie jeden lub kilka obszarów operacji związków operacyjnych.
Obszar TDW między tylną granicą teatru, a tylną granicą strefy działań bojowych nosił nazwę strefy komunikacji. W strefie tej
działały jednostki służb zaopatrzenia, transportu, ewakuacji oraz innych niezbędnych dla wsparcia walczących wojsk w strefie działań bojowych.